# Ha Dae-sung
Ha Dae-sung (Incheon, 2 maart 1985) is een Zuid-Koreaans voetballer die als middenvelder speelt voor Beijing Guoan in de Super League.

## Interlandcarrière
Op 15 november 2008 debuteerde Ha voor Zuid-Korea in een WK-kwalificatiewedstrijd tegen Verenigde Arabische Emiraten (4–1). In mei 2014 maakte bondscoach Hong Myung-Bo bekend hem mee te zullen nemen naar het wereldkampioenschap in Brazilië.
| Interlands van Ha Dae-sung voor Zuid-Korea | Interlands van Ha Dae-sung voor Zuid-Korea | Interlands van Ha Dae-sung voor Zuid-Korea | Interlands van Ha Dae-sung voor Zuid-Korea | Interlands van Ha Dae-sung voor Zuid-Korea | Interlands van Ha Dae-sung voor Zuid-Korea |
| №                                          | Datum                                      | Wedstrijd                                  | Uitslag                                    | Soort Wedstrijd                            | Doelpunten                                 |
| Als speler bij Daegu FC                    | Als speler bij Daegu FC                    | Als speler bij Daegu FC                    | Als speler bij Daegu FC                    | Als speler bij Daegu FC                    | Als speler bij Daegu FC                    |
| ------------------------------------------ | ------------------------------------------ | ------------------------------------------ | ------------------------------------------ | ------------------------------------------ | ------------------------------------------ |
| 1.                                         | 15 november 2008                           | Zuid-Korea – Verenigde Arabische Emiraten  | 4 – 1                                      | Kwalificatie WK 2010                       | 0                                          |
| Als speler bij Jeonbuk Hyundai Motors      |                                            |                                            |                                            |                                            |                                            |
| 2.                                         | 2009                                       | Zuid-Korea – Zuid-Korea                    | ? – ?                                      | Kwalificatie WK 2014                       | 0                                          |
| Als speler bij FC Seoul                    |                                            |                                            |                                            |                                            |                                            |
| 3.                                         | 25 februari 2012                           | Zuid-Korea – Oezbekistan                   | 4 – 2                                      | Vriendschappelijk                          | 0                                          |
| 4.                                         | 15 augustus 2012                           | Zuid-Korea – Zambia                        | 2 – 1                                      | Vriendschappelijk                          | 0                                          |
| 5.                                         | 11 september 2012                          | Oezbekistan – Zuid-Korea                   | 2 – 2                                      | Kwalificatie WK 2014                       | 0                                          |
| 6.                                         | 16 oktober 2012                            | Iran – Zuid-Korea                          | 1 – 0                                      | Kwalificatie WK 2014                       | 0                                          |
| 7.                                         | 14 november 2012                           | Zuid-Korea – Australië                     | 1 – 2                                      | Vriendschappelijk                          | 0                                          |
| 8.                                         | 20 juli 2013                               | Zuid-Korea – Australië                     | 0 – 0                                      | Vriendschappelijk                          | 0                                          |
| 9.                                         | 28 juli 2013                               | Zuid-Korea – Japan                         | 1 – 2                                      | Vriendschappelijk                          | 0                                          |
| 10.                                        | 14 augustus 2013                           | Zuid-Korea – Peru                          | 0 – 0                                      | Vriendschappelijk                          | 0                                          |
| 11.                                        | 6 september 2013                           | Zuid-Korea – Haïti                         | 4 – 1                                      | Vriendschappelijk                          | 0                                          |
| Als speler bij Beijing Guoan               |                                            |                                            |                                            |                                            |                                            |
| 12.                                        | 5 maart 2014                               | Griekenland – Zuid-Korea                   | 0 – 2                                      | Vriendschappelijk                          | 0                                          |

## Carrièrestatistieken
| Seizoen                   | Club                   | Land       | Competitie   | Wed. | Goals |
| ------------------------- | ---------------------- | ---------- | ------------ | ---- | ----- |
| 2004                      | Ulsan Hyundai FC       | Zuid-Korea | K-League     | 0    | 0     |
| 2005                      | Ulsan Hyundai FC       | Zuid-Korea | K-League     | 0    | 0     |
| 2006                      | Daegu FC               | Zuid-Korea | K-League     | 11   | 0     |
| 2007                      | Daegu FC               | Zuid-Korea | K-League     | 17   | 1     |
| 2008                      | Daegu FC               | Zuid-Korea | K-League     | 24   | 4     |
| 2009                      | Jeonbuk Hyundai Motors | Zuid-Korea | K-League     | 24   | 1     |
| 2010                      | FC Seoul               | Zuid-Korea | K-League     | 24   | 5     |
| 2011                      | FC Seoul               | Zuid-Korea | K-League     | 18   | 6     |
| 2012                      | FC Seoul               | Zuid-Korea | K-League     | 28   | 4     |
| 2013                      | FC Seoul               | Zuid-Korea | K-League     | 19   | 2     |
| 2014                      | Beijing Guoan          | China      | Super League | 9    | 0     |
| Totaal                    | Totaal                 | Totaal     | Totaal       | 165  | 23    |
| Bijgewerkt tot 9 mei 2014 |                        |            |              |      |       |